# 普里克米謝
48°37′16″N 25°14′31″E / 48.62111°N 25.24194°E
普里克米謝（烏克蘭語：Прикмище），是烏克蘭的村落，位於該國西部伊萬諾-弗蘭科夫斯克州，由科洛梅亚区負責管轄，始建於1483年，面積7.21平方公里，2001年人口578，人口密度每平方公里80.2人。